# Gastrallanobium
Gastrallanobium is een monotypisch geslacht van kevers uit de familie van de klopkevers (Anobiidae).

## Soort
- Gastrallanobium subconfusum Wickham, 1914